# 姶良ニュータウン
座標: 北緯31度43分51.73秒 東経130度36分08.10秒 / 北緯31.7310361度 東経130.6022500度

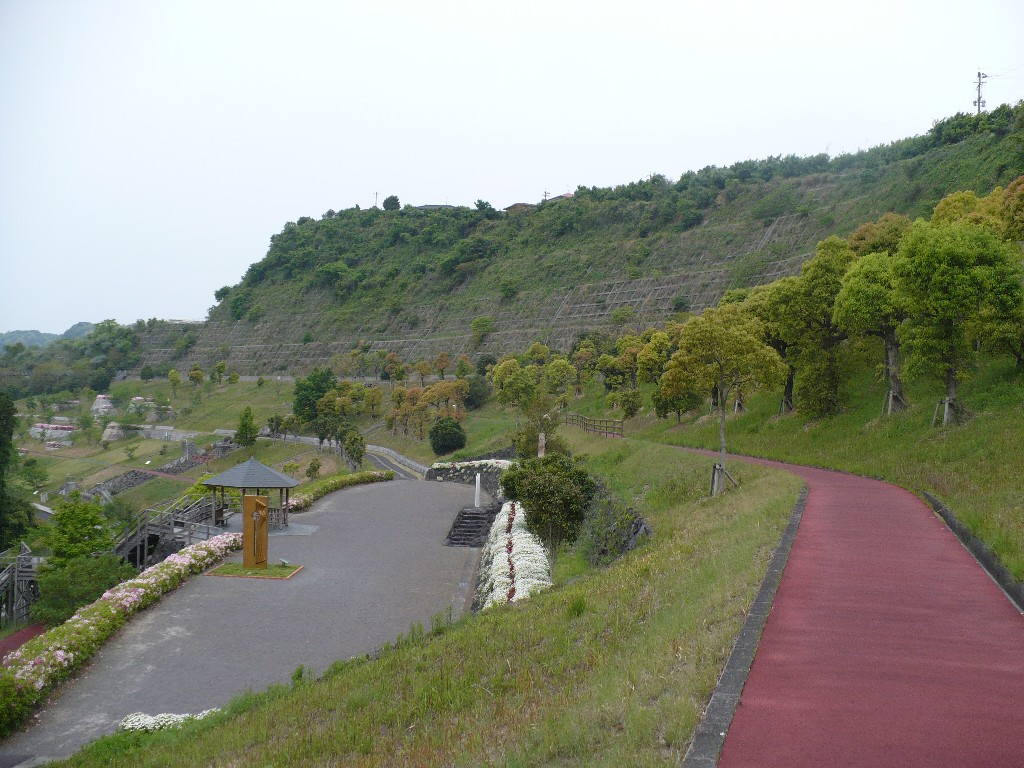
サボーランドパーク姶良

姶良ニュータウン（あいらニュータウン）は、鹿児島県姶良市南部に展開される住宅団地である。住所表記は西姶良（にしあいら）。

## 概要
1977年（昭和52年）8月から造成が開始された。ニュータウンが建設されるまでは姶良町の大字平松に属している地域であったが、ニュータウン内については住居表示が施行されて町名は西姶良となっている。また、姶良小学校の校区であったが、ニュータウン造成に伴う児童の増加により西姶良小学校が設置されている。

## 地理
台地の上を切り開いて造成されたためニュータウン内での高低差が大きい。ニュータウンの南側は崖になっており、崖下を九州自動車道が通っている。平成5年8月豪雨では、この斜面が大規模に崩落を起こして九州自動車道が長期間にわたり不通になる一因となった。斜面の砂防工事が行われ、跡地を利用してサボーランドパーク姶良が建設された。